# Língua moronene
Moronene é uma língua Malaio-Polinésia falada no kabupaten de Bombana, Celebes do Sudeste, Indonésia. Faz parte do ramo linguístico Bungku–Tolaki das línguas Celébicas.

## Escrita
A língua Moronene usa uma forma bastante simples do alfabeto latino, qual não apresenta as letras C, F, J, Q, V, X, Y, Z. Usam-se as formas Mb, Mp, Nd, Ng, Ngg, Ngk, Nt.

## Amostra de texto
Dahoo me'asa oleo kando tepo' awa me'asa ndoke ronga me'asa kolopua, metado hendaa ntalako meronga meroroo ura/ihie'e hai laa e'e.
Kanahiono ndoke: "O, Kolopua! tolakomo meroroo ura/ihie'e hai laa e'e i'ile domondo."
Teteahomo kolonua: "Meicoomo deena, i'ile domondo totepo' awa hai na'ai katolako meronga meroro, sawali pera mawanto topetila oruao."
Teteahomo ndoke: "Moicomo aruniai kana-kana, tetepesingkamo isala i'ilepo domondo katetepo'awa penda diceena."

Português (conf. Moshe Ash)

Um dia, um macaco encontrou-se com uma tartaruga, prometendo ir juntos procurar por camarão e peixe-cabeça listrado no rio.
O macaco disse: "O tartaruga! Deixe-nos ir e procurar por camarão e peixe cabeça de cobra listrada no rio amanhã de manhã."
A tartaruga respondeu: "Acordado, amanhã de manhã nos encontraremos aqui e iremos juntos procurar, mas o que quer que tenhamos, compartilharemos uns com os outros."
Disse o macaco: "Muito bem, se for assim, vamos nos separar por enquanto e nos encontrarmos novamente amanhã de manhã."